# Piotr Kozłowski (fizyk)
Piotr Mieczysław Kozłowski – polski fizyk, doktor habilitowany nauk fizycznych.

## Życiorys
W 2002 r. obronił pracę doktorską, w 2019 r. habilitował się na podstawie pracy zatytułowanej Wyjaśnienie własności magnetycznych i elektronowych wybranych nanomagnetyków molekularnych na bazie jonów chromu i wanadu. Jest pracownikiem naukowym w Instytucie Spintroniki i Informacji Kwantowej na Wydziale Fizyki i Astronomii Uniwersytetu im. Adama Mickiewicza w Poznaniu.
Należy do Rady Dyscypliny Naukowej - Nauk Fizycznych i Astronomii UAM.